# Santy Borricón
Santy Borricón és un editor de cinema espanyol. Començà el seu treball al departament d'edició de TV3 en programes com Arsenal (1987), Oh! Espanya (1996) i Arnau (1994), Dinamita (2001), Menú cap de setmana (2014) i Nit i dia (2016), així com l'especial de Tricicle Entretrés.
Ha fet els seus principals treballs cinematogràfics amb Josep Miquel Aixalà i Martí, el més destacat el de Salvador (Puig Antich), pel qual van obtenir el premi a la millor fotografia al V Premis Barcelona de Cinema i fou nominada al Goya al millor muntatge i la medalla del CEC al millor muntatge.

## Filmografia
- Arsenal (1987)
- Huevos de oro (1993)
- Oh! Espanya (1996)
- Arnau (1994)
- Tricicle Entretrés (1999)
- Dinamita (2001)
- Salvador (Puig Antich) (2006)
- Menú cap de setmana (2014)
- Nit i dia (2016)